# 长背长鯙
长背长鯙（学名：Strophidon dorsalis）也称長背長鱔、 錢鰻、薯鰻、虎鰻，為輻鰭魚綱鰻鱺目鯙亞目鯙科的其中一種，分布於西太平洋區，包括台灣、香港、麻六甲海峽等海域，棲息深度3-4公尺，體長可達82.2公分，為底棲性魚類，屬肉食性，生活習性不明。
本种原属裸胸鱔属（Gymnothorax）称長背裸胸鱔或長背裸胸鯙。2015年被归入弯牙海鳝属（长鯙属，Strophidon）。

## 擴展閱讀
維基物種上的相關：長背裸胸鱔